# Forma Killinga
Forma Killinga – symetryczna forma dwuliniowa, która odgrywa fundamentalną rolę w teorii grup Liego i algebr Liego. Nazwa pochodzi od Wilhelma Killinga.

## Definicja
Rozważmy algebrę Liego nad polem skalarnym {\displaystyle K.} Z każdym elementem {\displaystyle x} algebry można powiązać sprzężony endomorfizm {\displaystyle ad(x)} (zapisywany też symbolem {\displaystyle ad_{x}}), przypisujący danemu elementowi {\displaystyle y} algebry wartość nawiasu Liego elementu {\displaystyle x} elementem {\displaystyle y,} tj.
{\displaystyle \operatorname {ad} (x)(y)=[x,y].}
Jeżeli grupa jest skończenie wymiarowa, to ślad złożenia dwóch endomorfizmów jest nazywany formą Killinga algebry Liego
{\displaystyle B(x,y)=\operatorname {trace} (\operatorname {ad} (x)\operatorname {ad} (y)).}
Forma Killinga jest formą biliniową symetryczną.

## Elementy macierzowe formy
Niech {\displaystyle T^{j}} oznaczają elementy bazy algebry Liego. Wtedy elementy macierzowe formy Killinga są dane wzorem
{\displaystyle B^{ij}=\mathrm {tr} (\mathrm {ad} (T^{i})\circ \mathrm {ad} (T^{j}))/I_{ad},}
gdzie {\displaystyle I_{ad}} – indeks Dynkina reprezentacji algebry sprzężonej. Przy czym mamy {\displaystyle \left({\textrm {ad}}(T^{i})\circ {\textrm {ad}}(T^{j})\right)(T^{k})=[T^{i},[T^{j},T^{k}]]=[T^{i},{f^{jk}}_{m}T^{m}]={f^{im}}_{n}{f^{jk}}_{m}T^{n}}
– w powyższym wzorze zastosowano konwencję sumacyjną Einsteina po powtarzających się indeksach; {\displaystyle f_{k}^{ik}} – stałe struktury algebry Liego. Liczba {\displaystyle k} indeksuje kolumny, zaś indeks {\displaystyle n} indeksuje rzędy macierzy {\displaystyle [\mathrm {ad} (T^{i})\mathrm {ad} (T^{j})].} Obliczenie śladu polega na sumowaniu wyrazów o indeksach {\displaystyle k=j} dlatego forma przyjmuje postać
{\displaystyle B^{ij}={\frac {1}{I_{ad}}}{f^{im}}_{n}{f^{jn}}_{m}.}
Forma Killinga jest najprostszym tensorem 2 rzędu, który można utworzyć ze stałych struktury.
Uwaga:
W powyższej definicji trzeba odróżnić indeksy dolne od górnych, ponieważ forma Killinga może być użyta do definicji tensora metrycznego rozmaitości, a wtedy istotne staje się to odróżnienie ze względu na inne reguły transformacji indeksu górnego od indeksu dolnego tensora.